# Secondo piatto

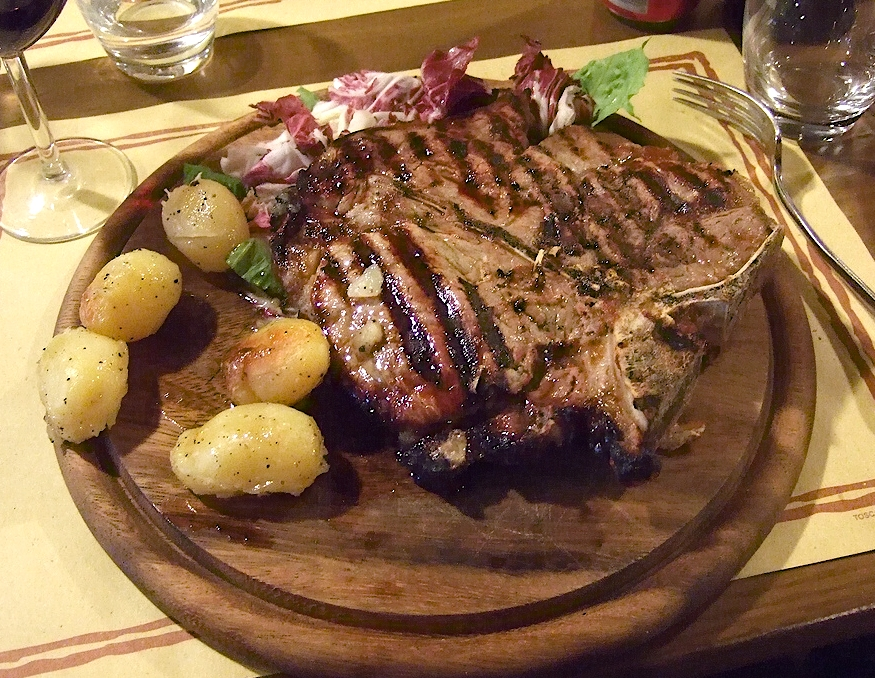
Una bistecca alla fiorentina, un tipico secondo di carne

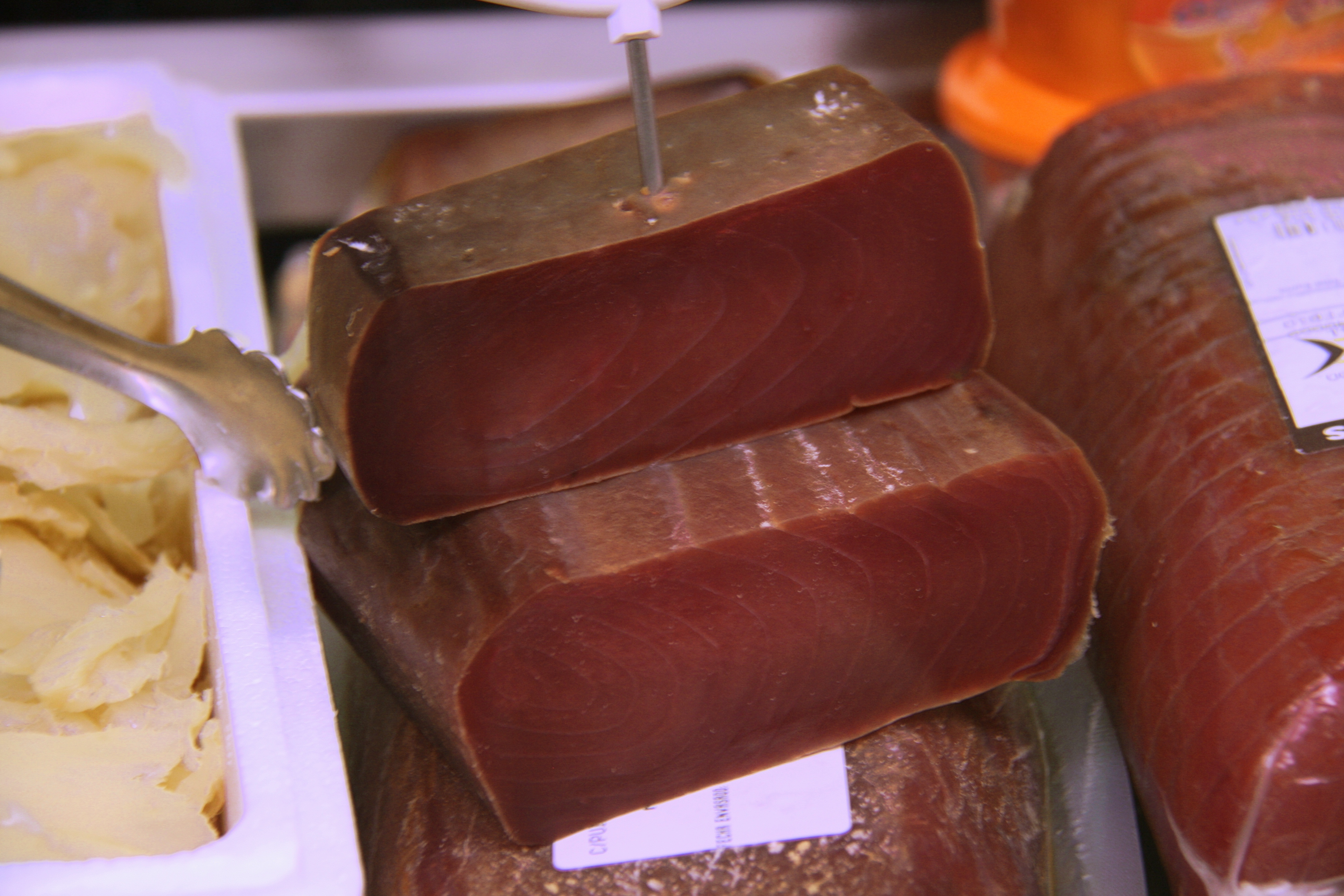
Il mosciame di tonno, un secondo di pesce servito anche come antipasto

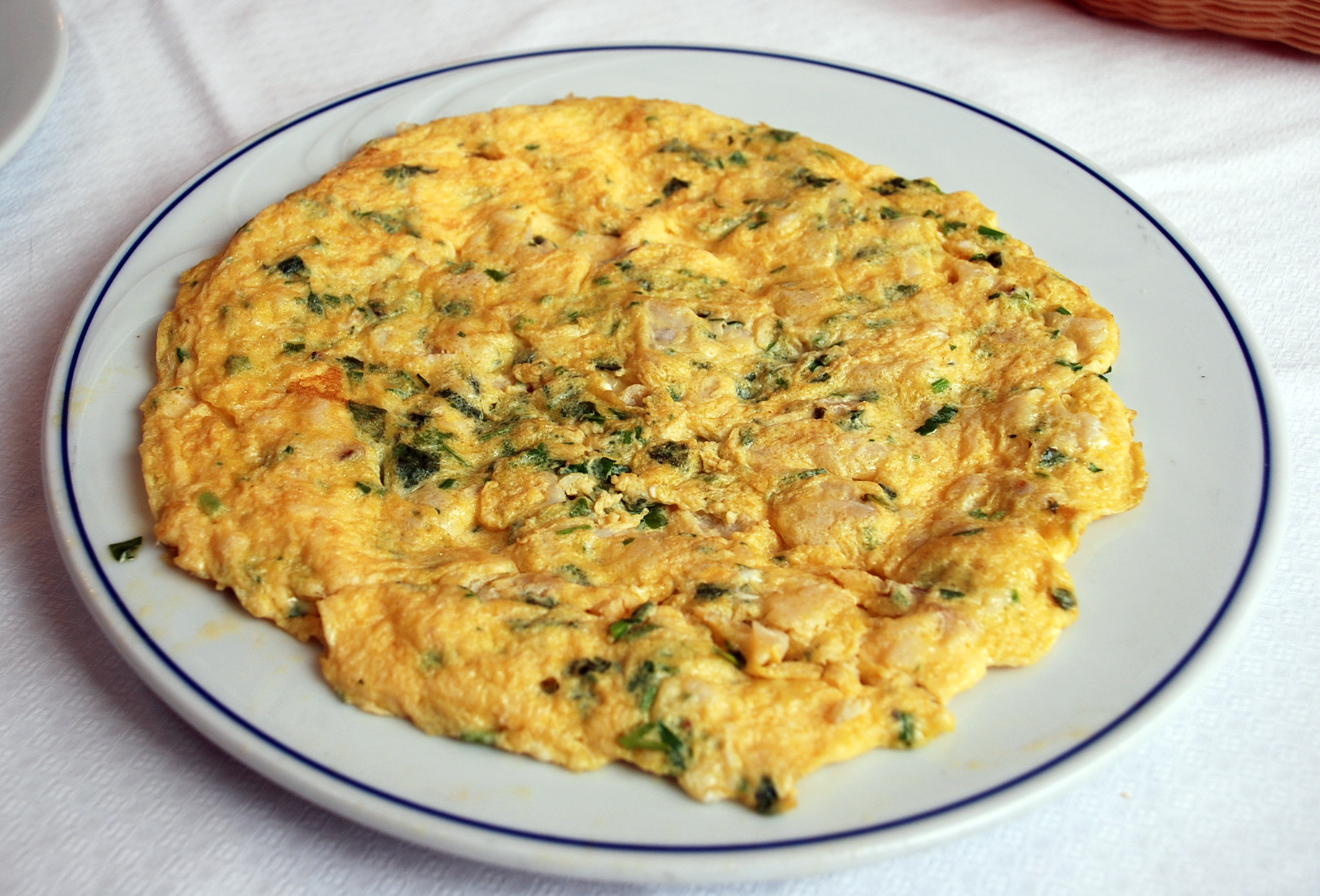
Una omelette al sidro e merluzzo

Un secondo piatto è un piatto - in genere a base di carne, pesce, formaggio o uova - consumato dopo che, nel corso di un pasto, è stato servito un primo. Alcuni piatti possono fungere a seconda della quantità servita o delle diverse usanze locali da secondo oppure da antipasto (ad esempio molti salumi, il carpaccio oppure le sarde in saor).

## Aspetti nutrizionali
In genere il secondo piatto consumato nei pasti principali risulta ad alto contenuto proteico e si contrappone a un primo più ricco di carboidrati.

## Ristorazione tradizionale
Nella ristorazione tradizionale italiana il secondo è di solito accompagnato da un contorno servito separatamente in un piatto di dimensioni più piccole di quello che contiene la portata principale.
Nel menù francese il secondo piatto italiano viene in genere assimilato al plat principal o plat de résistance. In genere però quello che in Italia viene considerato un contorno è servito nello stesso piatto del secondo.